# 梦沼

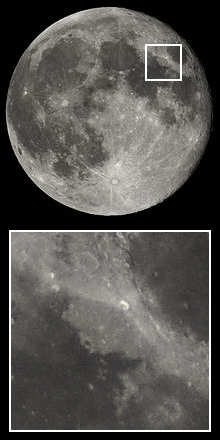
月球和睡沼图

睡沼（拉丁語：Palus Somni，直譯為「睡眠沼泽」）是月球上沿静海东北侧与和谐湾分布的一块较为平缓，但又有些不平整地形的区域。其月面座标为14°06′N 45°00′E / 14.1°N 45°E，直径163公里。
该特征表面拥有低矮的山脊和平坦的地块，其反照率较西面的月海更高，属典型的灰色大陆地形阴影。一些较小的陨石坑位于其边界内，西侧是被淹没的莱尔陨石坑、东面是克赖尔陨石坑，西北为弗朗茨陨石坑、东北方是醒目的普罗克洛斯陨石坑。
1907年它被描述为具有“月球上唯一的颜色，一种完全不同于任何其他平原或山区的浅棕色”，睡沼的颜色非常特别，曾被描述成淡棕 、淡绿和淡黄等不同的颜色。但无论何时，它都与静海本身的色调不一样。